# Горшков, Николай Михайлович (разведчик)
Никола́й Миха́йлович Горшко́в (3 мая 1912, с. Воскресенское Нижегородской губернии — 1 февраля 1995) — сотрудник внешней разведки СССР, полковник.

## Биография
В 1929 году после окончания сельской школы Горшков принимал участие в ликвидации неграмотности в деревне.
В 1930 году работал на радиотелефонном заводе, где избирался членом заводского комсомольского комитета.
С 1932 по 1938 годы — студент Казанского авиационного института, окончил с дипломом инженера-механика по самолетостроению. В 1938 году по решению ЦК партии направляется на учебу в Центральную школу НКВД, а оттуда — в Школу особого назначения НКВД, готовившую кадры для внешней разведки (был одним из первых её выпускников).
- В 1939 году — долгосрочная командировка в Италию (привлек к сотрудничеству ряд источников важной политической информации).
- В 1941 году возвращается в Москву в центральный аппарат разведки.
- 1943—1944 годах — резидент внешней разведки в Алжире, здесь им привлечен к сотрудничеству с советской разведкой видный правительственный чиновник Франции, от которого получались в течение пятнадцати лет важные сведения по Франции, а затем и по НАТО.
- С 1944 года — резидент советской разведки в Италии. Достал документацию по вопросам самолетостроения, образцы радиоуправляемых снарядов (Операция «Бой») и другие документы. Добытая им документация расценивалась, как особо важная.
- С 1950 по 1954 год — на руководящих должностях центрального аппарата разведки, начальник отдела, заместитель начальника Управления нелегальной разведки.
- В 1954—1955 годах — в Швейцарии (руководит работой резидентуры).
- С 1955 по 1957 год — работа в центральном аппарате разведки.
- С 1957 года — в Берлине (представитель КГБ СССР при МВД ГДР, координирует работу разведслужб СССР и ГДР).
- С 1959 по 1964 год — снова на работе в центральном аппарате разведки, с 1964 года — в Краснознаменном институте внешней разведки, где до 1970 года возглавлял кафедру специальных дисциплин.
- С 1970 по 1973 год — в долгосрочной загранкомандировке (представитель КГБ СССР при МВД Чехословакии).
- С 1973 по 1980 год — работал в Краснознаменном институте внешней разведки.

## Награды
Орден Красного Знамени, два ордена Красной Звезды, знак Почётный сотрудник госбезопасности,
медаль «За победу над Германией» и другие медали.